# 五族協和 (満洲国)

満洲国の国旗。左上隅に五族を表す横縞模様がある。

五族協和（ごぞくきょうわ、英語: Five Races Under One Union）とは、満洲国の民族政策の標語で「和（倭、日）・朝・満・蒙・漢（中）」の五民族が協調して暮らせる国を目指した。清の後期から中華民国の初期にかけて使われた民族政策のスローガン「五族共和」に倣ったものであるが、こちらの「五族」は「満・蒙・回・蔵・漢」を指しており構成が異なる 。
なお、毎日新聞社編『大日本帝国の戦争1 満洲国の幻影』には「国旗の「五色旗」は黄、紅、青、白、黒で日・満・漢・朝・蒙の五族協和を象徴させた」との記述があるが、公式には国旗と五族協和は無関係である。これは、赤（南方）、青（東方）、白（西方）、黒（北方）、黄（中央）を示したもので、中央が四方を統一する意味をあらわしたものとなる。